# AS SONIDEP
Die Association Sportive de la Société Nigérienne des Produits Pétroliers, auch als AS SONIDEP bekannt, ist ein nigrischer Fußballklub mit Sitz in der Hauptstadt Niamey.

## Geschichte
Der Verein wurde 2014 von der Firma SONIDEP (Société Nigérienne des Produits Pétroliers/Nigerien Petroleum Products Company) gegründet. Der Verein gewann zweimal die Meisterschaft sowie zweimal den Pokal und zweimal den Supercup. Am Ende der Saison 2021/22 musste der Verein als Tabellenvorletzter aus der ersten Liga absteigen. Wo der Verein heute spielt, ist unbekannt.

## Erfolge
- Nigrischer Meister: 2017/18, 2018/19
- Nigrischer Pokalsieger: 2015, 2019
- Nigrischer Supercupsieger: 2018, 2019

## Stadion

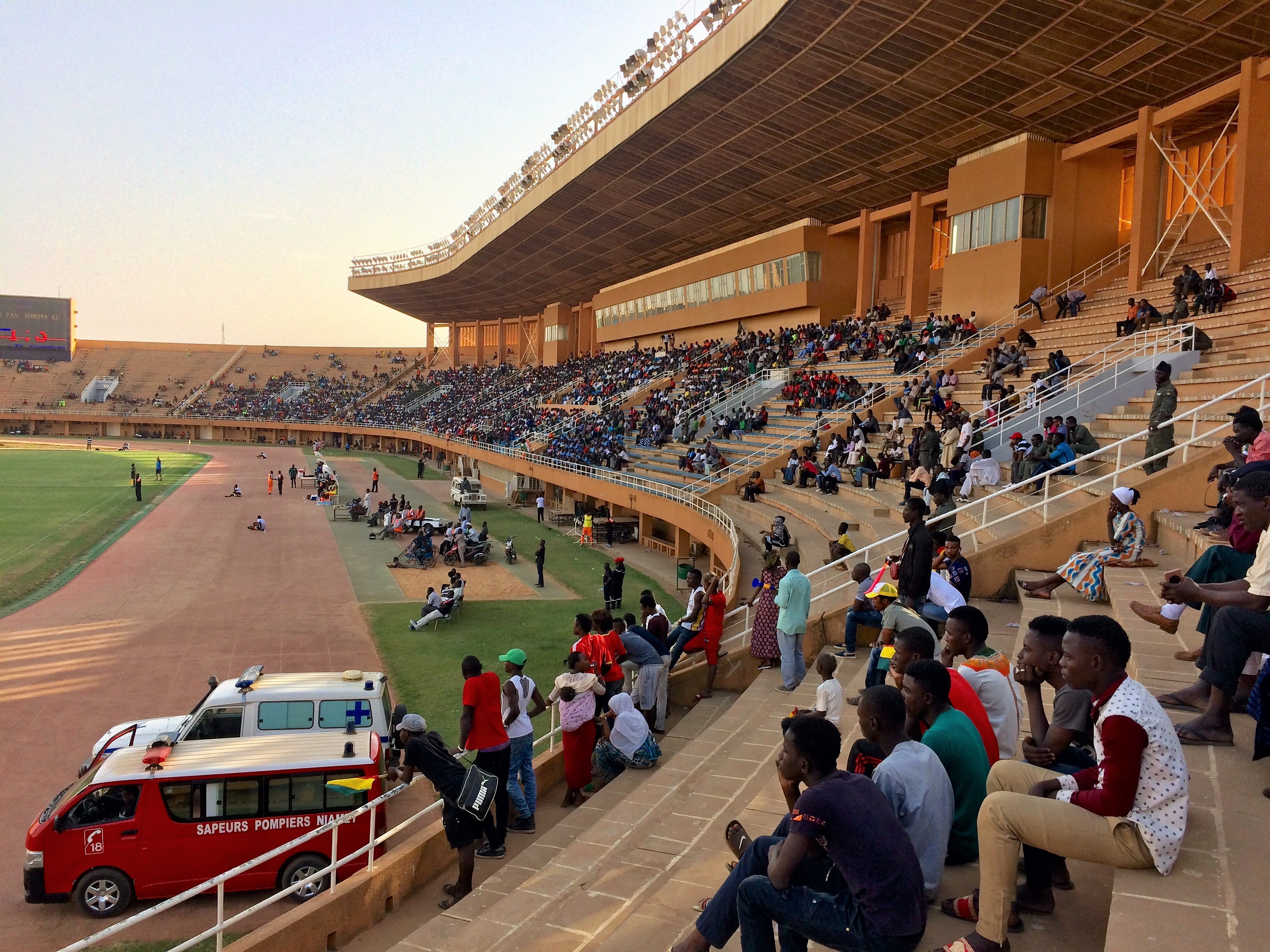
General-Seyni-Kountché-Stadion

Der Verein trug seine Heimspiele im General-Seyni-Kountché-Stadion sowie im Stade municipal de Niamey in Niamey aus.

## Statistik in den CAF-Wettbewerben
| Jahr    | Wettbewerb            | Runde          |
| ------- | --------------------- | -------------- |
| 2018/19 | CAF Champions League  | Vorrunde       |
| 2019/20 | CAF Champions League  | Vorrunde       |
| 2020/21 | CAF Champions League  | Erste Runde    |
| 2016    | CAF Confederation Cup | Vorrunde       |
| 2020/21 | CAF Confederation Cup | Play-off-Runde |